# Nouvelle-Calédonie La 1ère (radio)
Pour les articles homonymes, voir Nouvelle-Calédonie La Première.
Nouvelle-Calédonie La Première est une chaîne de radio publique généraliste française de proximité de France Télévisions diffusée dans la collectivité territoriale de Nouvelle-Calédonie.

## Historique
C'est le 3 juin 1937 qu'a lieu la première diffusion de Radio-Nouméa Amateur, à partir d'un poste émetteur fabriqué par le commerçant, photographe et électricien amateur Charles Gaveau. Elle devient rapidement la radio officielle de la colonie, et est entendue dans toute la Nouvelle-Calédonie, en Nouvelle-Zélande, en Australie, aux Nouvelles-Hébrides, en Nouvelle-Guinée et à Hawaii. Durant la Seconde Guerre mondiale, elle est la voix de la France libre dans la région Asie-Pacifique. Elle est rebaptisée à la Libération la « Voix de la France dans le Pacifique ».
En 1954, elle participe à la création de la Radiodiffusion de la France Outre-Mer (RFOM) puis, l'année suivante, de la Société de radiodiffusion de la France d'outre-mer (SORAFROM), et reprend le nom de Radio-Nouméa. Il s'agit d'une propriété du Territoire d'outre-mer jusqu'à 1959, date à laquelle elle passe sous le giron de la Radiodiffusion-télévision française (R.T.F.) et donc de l'État. Par la suite, Radio-Nouméa appartient à l'Office de radiodiffusion télévision française (O.R.T.F.) à partir de 1964.
À la suite de l'éclatement de l'O.R.T.F. en juillet 1974, les stations régionales de radio de l’Outre-mer français sont intégrées à la nouvelle société nationale de programme France Régions 3 (FR3), au sein de la délégation FR3 DOM-TOM. La chaîne devient FR3-Nouvelle-Calédonie le 6 janvier 1975.
Le 31 décembre 1982, FR3-Nouvelle-Calédonie prend le nom de RFO Nouvelle-Calédonie à la suite de la création de la société nationale de programmes RFO (Radio-Télévision Française d’Outre-Mer) par transfert des activités de FR3 pour l’Outre-mer. Durant les quatorze ans qui vont suivre, RFO Nouvelle-Calédonie va progressivement se doter d’équipements techniques de qualité afin de produire et diffuser de plus en plus d’émissions régionales.
Le 1er février 1999, RFO Nouvelle-Calédonie devient Radio Nouvelle-Calédonie (RNC), à la suite de la transformation de RFO en Réseau France Outre-mer.
La loi de réforme de l'audiovisuel n° 2004-669 du 9 juillet 2004 intègre la société de programme Réseau France Outre-mer au groupe audiovisuel public France Télévisions, qui devient alors un acteur de la radio publique en France, et dont dépend depuis Radio Nouvelle-Calédonie. Son président, Rémy Pflimlin, annonce le 12 octobre 2010 le changement de nom du Réseau France Outre-mer en Réseau Outre-Mer 1re pour s'adapter au lancement de la TNT en Outre-Mer. Toutes les chaînes de radio du réseau changent de nom le 30 novembre 2010 lors du démarrage de la TNT et Radio Nouvelle-Calédonie devient ainsi Nouvelle-Calédonie 1re.

## Identité visuelle

### Logos

Logo de R.T.F. Radio-Nouméa de 1959 au 26 juin 1964
Logo de O.R.T.F. Radio-Nouméa du 27 juin 1964 au 5 janvier 1975
Logo de FR3-Nouvelle-Calédonie du 6 janvier 1975 au 30 décembre 1982
Logo de RFO Nouvelle-Calédonie du 31 décembre 1982 à 1993
Logo de RFO Nouvelle-Calédonie de 1993 au 31 janvier 1999
Logo de Radio Nouvelle-Calédonie de 1er février 1999 au 22 mars 2005
Logo de Radio Nouvelle-Calédonie du 23 mars 2005 au 29 novembre 2010
Logo de Nouvelle-Calédonie 1re du 30 novembre 2010 au 28 janvier 2018
Logo de Nouvelle-Calédonie La 1re depuis le 29 janvier 2018

## Organisation
Nouvelle-Calédonie 1re est l'antenne de radio du pôle média de proximité Nouvelle-Calédonie 1re Radio - Télé - Internet, déclinaison du pôle Outre-Mer 1re de France Télévisions.

### Dirigeants
Directeurs régionaux :
- Roger Le Leizour : 1965 - 1977
- Alain Le Garrec : 1987 - 07/1991
- Albert-Max Briand : 1991 - 1995
- Wallès Kotra : 1995 - 1998
- Alain Le Garrec : 02/1999 - 30/06/2002
- Gérald Prufer : 01/07/2002 - 08/2004
- Albert-Max Briand : 08/2004 - 5/01/2005 (par intérim)
- Benoît Saudeau : 6/01/2005 - 22/09/2008
- Bernard Joyeux :  23/09/2008 - 28/02/2011
- Wallès Kotra 01/03/2011- mai 2016
- Jean-Philippe Pascal depuis le 18 juillet 2016
- Walles Kotra Octobre 2019- Février 2022
- Bénédicte Gambey depuis le 1er mars 2022

### Budget
Nouvelle-Calédonie la 1re dispose d'un budget versé par France Télévisions et provenant pour plus de 90 % des ressources provenant de la part de la TVA allouée au service public de l'audiovisuel ( jusqu'en décembre 2024).  Il est complété par des ressources publicitaires.

### Missions
Les missions de Nouvelle-Calédonie la 1re sont de produire des programmes de proximité, d'assurer une meilleure représentation de la vie sociale, culturelle, sportive, musicale et économique de l'île dans l'espace mélanésien et à l'international par la coproduction de magazines et par le biais de Radio Ô. Confrontée à la concurrence de quatre radios locales privées, dont deux ayant une orientation politique marquée (anti-indépendantiste pour Radio Rythme Bleu et indépendantiste pour Radio Djiido), elle est chargée de représenter la diversité et la neutralité.

### Siège
Le siège et les studios de Nouvelle-Calédonie 1re sont situés sur le Mont Coffyn au 1 de la rue Maréchal Leclerc à Nouméa.

## Programmes
Nouvelle-Calédonie 1re diffuse des émissions locales, mais également produites par la station parisienne d'Outre-Mer 1re (Radio Ô) ou issues de radios métropolitaines, essentiellement du groupe Radio France.

### En semaine
- 00 h - 5 h : diffusions musicales.
- 5 h - 8 h : « MATIN 1re », matinale de la station, avec 3 journaux de 10 minutes (à 6 h, 7 h et 8 h), 4 flashs informations de 3 minutes sur l'actualité locale et régionale, 3 éditions de France Info sur l'information nationale et internationale, et des chroniques de société + INFO ROUTE (POINT QUOTIDIEN sur le trafic routier)
- 9 h - 11 h  : « Coup double », émission de l'animateur et humoriste local Francky Lewis et Delya avec diffusions musicales, de 9 h à 10 h le "coup d'gueule" et de 10 h à 11 h "les petites annonces", Info-Route avec des interviews réalisées par Philippe Bernard de personnes rencontrées sur le terrain.
- 11 h - 13 h (arrêt à 12 h 15 le lundi et vendredi) : « 11 - 13 h », comprenant essentiellement des jeux, "Info-Route", une présentation des titres d'actualité à 11 h, un journal à 12 h.
- 12 h 15 - 13 h 00 le lundi : "Terre de Sports" le magazine des sports de la Rédaction.
- 12 h 15 - 13 h le vendredi : « C'est-à-dire », émission politique et de société hebdomadaire de Thierry Rigoureau, avec un gros plan sur l’actualité du Pacifique grâce à un correspondant de la région en direct, une revue de presse, un bloc-notes sur l'actualité culturelle, un invité et un débat d'actualité de 20 minutes.
- 13 h - 14 h : « Solfège », émission musicale sur les tubes des années 1960 à 1990.
- 14 h - 15 h : Radiostory, émission musicale présentée par Pascal RISO (retour en musique sur les dates qui ont marqué l'histoire de la NC et du monde + Invité fil Rouge chaque jour).
- 15 h - 17 h : "DIRECT 1re" : Émission présentée par Janice / Info-Route-Recete de cuisine-L'invité express de 4 minutes - L'humeur de ... Le journal de l'Outre-Mer...
- 17 h - 21 h « Le Fil Radiô » : émission présentée par Alvin avec des jeux, des chroniques (revue de presse,], actualité du Pacifique avec la diffusion du Journal de 4 minutes de Radio Australie, le Radio Service (avis de décès ; messages ou communiqués, et PLAY-LIST ADO, l'émission réservée exclusivement aux ados calédoniens (pendant 45 minutes de 18 h 15 à 19 h 00, un auditeur ou une auditrice dialogue en direct avec Alvin et parle de sa famille, de ses projets, de ses loisirs, bref de tout ce qui le ou la concerne + Propose sa play-list musicale (4 titres de son choix) + Diffusion du Journal Télé à 19 h 30 en direct et en simultané du lundi au dimanche. 5présentation des titres du JT chaque jour à 19 h 00) + 1 jeu télénovela de 19 h 10 à 19 h 20 (jeu par SMS).
- 21 h - 00 h du lundi au jeudi : diffusions musicales.
- 21 h - 00 h le vendredi (rediffusion le samedi de 15 h à 18 h) : « Megatop », classement des 40 titres de musique les plus diffusés dans le monde à partir des play-lists de 1 380 radios réparties dans 115 pays.

### Le week-end
- 00 h - 6 h : diffusions musicales.
- 6 h - 9 h : « Bon pied, bon œil », matinale, avec 2 journaux (6 h et 7 h), 3 flashs de 3 minutes sur l'actualité locale et régionale, 2 éditions de France Info sur l'information nationale et internationale, des chroniques (santé, environnement, manifestations culturelles, décoration, actualité de la BD en outre-mer, services de gardes le week-end), un horoscope, un bulletin météo, un agenda des marées et des jeux.
- 9 h - 10 h le samedi :  Sélection de l'émission "Service Public" d'Isabelle Giordano.
- 10 h-11 h : le samedi : TOP 20 PACIFIQUE présenté par Ian Berville(classement opéré à partir des votes des auditeurs sur le site Internet de l'émission).
- 10 h - 13 h le dimanche : « Transat », émission de dédicaces musicales ainsi qu'un journal local à 12 h.
- 11 h - 13 h le samedi : « 11 - 13 h », comprenant essentiellement des jeux, Radio Service, de l'humour, une présentation des titres d'actualité à 11 h, un journal à 12 h, Rediffusion du magazine "C'est--dire" présenté par Thierry Rigoureau.
- 13 h - 14 h : « Le Carrefour de l'Odéon », émission musicale diffusant de la musique classique.
- 14 h - 15 h : « Boulibaï Vibration », émission musicale diffusant de la musique reggae.
- 15 h - 18 h le samedi : Rediffusion du MEGATOP de Pascal Riso
- 15 h - 17 h le dimanche : « Country Music Road », émission musicale de country, diffusée pour la station depuis Nashville AVEC Sally Mc Babe
- 17 h - 18 h : "Rediffusion "TOP 20 PACIFIQUE" présenté par Ian Berville
- 18 h - 20 h : « Info Soir week-end», édition d'information avec le journal local et régional de la rédaction + Titres du journal Télé à 19 h 00 + Direct Journal Télé à 19 h 30 (du lundi au dimanche).
- À partir de 20 h 00 le samedi et le dimanche : Programmation musicale de nuit avec diffusions de promos d'émissions de la grille...

## Diffusion
Nouvelle-Calédonie 1re est diffusée sur le réseau hertzien analogique en onde moyenne sur les fréquences 666 kHz et 729 kHz et en FM sur six fréquences (89.0 et 90.0 MHz à Nouméa, 91.0 MHz à Acoua, Koumac, Thio et Yaté) couvrant l’ensemble de l'archipel de la Nouvelle-Calédonie. 
Elle est aussi accessible par satellite sur CanalSat Calédonie et en streaming sur son site internet.
Elle est également audible en France métropolitaine par ADSL sur Freebox TV et le bouquet TV de SFR.